# The Senior Open Championship 2010
The Senior Open Championship van 2010 was een golftoernooi dat werd gespeeld van 22-25 juli op de Championship Course van Carnoustie. De baan heeft een par van 71.
Een week na Brits Open staat het Senior Open voor de spelers, die de 50-jarige leeftijd hebben bereikt, op het programma. Er doen 144 spelers mee, waaronder 8 amateurs.

## Tom Watson
Voor de aanvang van het toernooi werd Tom Watson door George O'Grady het erelidmaatschap van de Europese PGA Tour aangeboden. De 60-jarige Watson heeft 8 Majors en 5 Senior Majors gewonnen, waaronder 3 Britse Senior Opens (Turnberry, Aberdeen en Muirfield). Eerder werden Arnold Palmer, Bob Charles en Gary Player erelid gemaakt.

## Verslag

#### Pro-Am
John Cook, die twee jaar geleden de play-off van het Senior Open verloor en in 2010 al driemaal op de 2de plaats bij de Champions Tour eindigde, won nu de Pro-Am. Met zijn drie amateurs maakte hij een score van 60. 
Andy Stubbs, die als amateur in het toernooi meedoet, is de manager van de Senior Tour en mocht met Tom Watson spelen samen met Michael Robichaud (Mr Master Card) en Mike Tate (directeur Royal & Ancient). Zij maakten 63.

#### Ronde 1
Bernhard Langer kwam als eerste speler de baan af met een score van 67. Hoewel hij onder andere 42 toernooien op de Europese PGA Tour won, is het hem pas één keer gelukt op de Senior Tour te winnen. Later kreeg hij gezelschap van Carl Mason, die al 23 overwinningen op de Senior Tour heeft behaald, maar bij het Senior Open in 2005 de play-off van Tom Watson verloor, en van Jay Don Blake, die sinds 2009 op de Champions Tour speelt. In de top 10 staan verder  onder andere Sam Torrance, rookie Corey Pavin, John Cook, Dan Forsman die zes weken geleden de Regions Charity Classic won,  en Larry Mize, winnaar van de Masters in 1987. Na de eerste ronde zijn 20 spelers in de top 25 Amerikaans.

#### Ronde 2
16:00 uur: Carl Mason is weggezakt en staat op dit moment op de 18de plaats. Bernhard Langer heeft pas vier holes gespeeld. Hij staat op -4 en deelt de leiding met Corey Pavin, die al binnen is. In totaal staan maar 12 spelers onder par.
20:00 uur:
De cut is +7 geworden, 73 spelers zijn door naar het weekend.

#### Ronde 3
Carl Mason lijkt de vorm van de eerste dag weer te hebben gevonden. Hij maakte vanmiddag -2 en staat op de gedeeld 9de plaats. Bernhard Langer heeft de leiding behouden en gaat met een voorsprong van vier slagen morgen de laatste ronde in.

#### Ronde 4

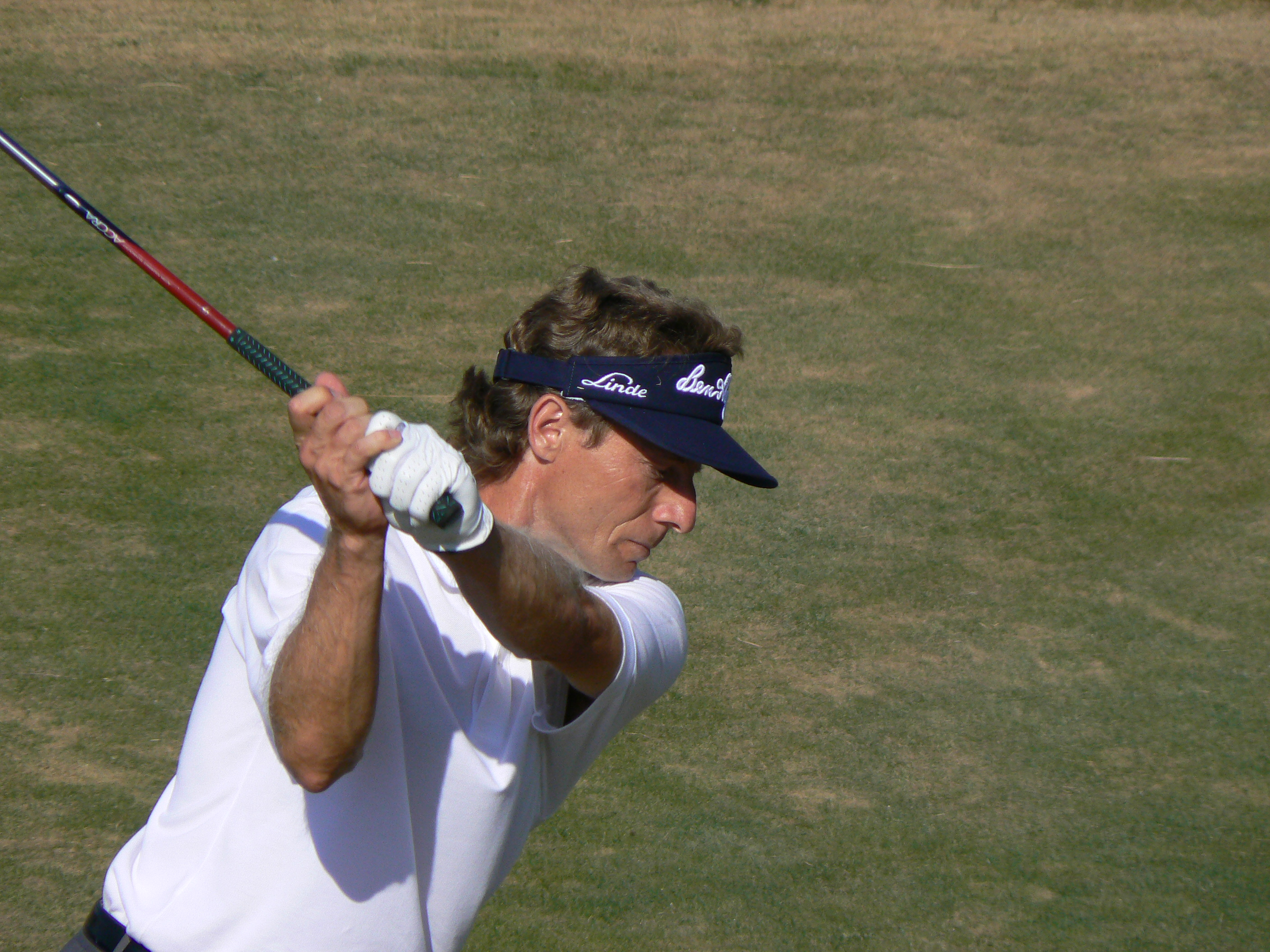
Bernhard Langer, leider vanaf het begin

De laatste partij is om 14:55 uur gestart. Bernhard Langer heeft het hele Open aan de leiding gestaan en kon op de laatste hole een bogey maken en toch het toernooi winnen.
- Live leaderboard

| Eindstand | Naam              | R1 | Score | Nr  | R2 | Score | Totaal | Nr  | R3 | Score | Totaal | Nr  | R4 | Score | Totaal |
| --------- | ----------------- | -- | ----- | --- | -- | ----- | ------ | --- | -- | ----- | ------ | --- | -- | ----- | ------ |
| 1         | Bernhard Langer   | 67 | -4    | T1  | 71 | par   | -4     | T1  | 69 | -2    | -6     | 1   | 72 | +1    | -5     |
| 2         | Corey Pavin       | 69 | -2    | T7  | 69 | -2    | -4     | T1  | 72 | +1    | -3     | 2   | 70 | -1    | -4     |
| T3        | Fred Funk         | 75 | +4    | T46 | 69 | -2    | +2     | T19 | 67 | -4    | -2     | T3  | 72 | +1    | -1     |
| T3        | Jay Don Blake     | 67 | -4    | T1  | 74 | +3    | -1     | T8  | 70 | -1    | -2     | T3  | 72 | +1    | -1     |
| T3        | Russ Cochran      | 70 | -1    | T13 | 71 | par   | -1     | T8  | 70 | -1    | -2     | T3  | 72 | +1    | -1     |
| T8        | Ian Woosnam       | 72 | +1    | T27 | 67 | -4    | -3     | T3  | 72 | +1    | -2     | T3  | 74 | +3    | +1     |
| T8        | Jay Haas          | 68 | -3    | T4  | 71 | par   | -3     | T3  | 72 | +1    | -2     | T3  | 74 | +3    | +1     |
| T14       | Larry Mize        | 68 | -3    | T4  | 71 | par   | -3     | T3  | 72 | +1    | -2     | T3  | 76 | +5    | +3     |
| T14       | Mark Calcavecchia | 70 | -1    | T13 | 70 | -1    | -2     | 7   | 75 | +4    | +2     | T18 | 72 | +1    | +3     |
| T18       | Dan Forsman       | 68 | -3    | T4  | 71 | par   | -3     | T3  | 74 | +3    | par    | T11 | 75 | +4    | +4     |
| T26       | Carl Mason        | 67 | -4    | T1  | 76 | +5    | +1     | T13 | 69 | -2    | -1     | T9  | 79 | +8    | +7     |

## Spelers
| - Carlo Alberto Acutis - Michael Allen - Isao Aoki - Tommy Armour III - Mark Balen - Graham Banister - Chip Beck - Mark Belsham - John Benda - Stephen Bennett - Ronnie Black - Philip Blackmar - Jay Don Blake - Bob Boyd - Gordon J. Brand - Gordon Brand Jr. - Matt Briggs - Olin Browne - Jerry Bruner - Mark Calcavecchia - Delroy Cambridge - Bob Cameron - Mark Carnevale - Roger Chapman - Bob Charles (1993) - John Chillas - Steve Cipa - Bobby Clampett - Mike Clayton - Russ Cochran - John Cook - Mike Cunning - Eamonn Darcy - Trevor Dodds - Mike Donald - Ross Drummond - Denis Durnian | - Marc Farry - Vicente Fernández - Dan Forsman - Peter Fowler - Angel Franco - David Frost - Fred Funk - Antonio Garrido - Bob Gilder - Mike Goodes - John Gould - Wayne Grady - Martin Gray - Graham Gunn - Jay Haas - Gary Hallberg - Kirk Hanefeld - John Harrison - Mike Harwood - Morris Hatalsky - Jimmy Heggarty - Fred Holton - John Hoskison - Domingo Hospital - Billy Jack - Mark James - Nick Job - Tony Johnstone - Gene Jones - Hideki Kase - Barry Lane - Bernhard Langer - Tom Lehman - J.L. Lewis - Bobby Lincoln - Bill Longmuir - C.S. Lu | - Sandy Lyle - Fraser Mann - Carl Mason - James D Mason - David Merriman - Frankie Minoza - Peter Mitchell - Larry Mize - Christy O'Connor jr. (1999, 2000) - Denis O'Sullivan - Pete Oakley (2004) - Seiki Okuda - Andrew Oldcorn - Corey Pavin - David Peoples - Tom Pernice - Manuel Piñero - Martin Poxon - Juan Quiros - Glenn Ralph - Noel Ratcliffe - Mike Reid - Andrew Reynolds - Jim Rhodes - José Rivero - Costantino Rocca - Loren Roberts (2006, 2009) - Eduardo Romero - Boonchu Ruangkit - David J Russell - George Ryall - Ted Schulz - Peter Senior - Nobuo Serizawa - Scott Simpson - Tim Simpson - Jeff Sluman | - Bertus Smit - Brad Smith - Des Smyth - Adan Sowa - Kevin Spurgeon - Craig Stadler - Joe Stansberry - Barrie Stevens - Jeb Stuart - Kazuhiro Takami - Lance Tenbroeck - Katsuyoshi Tomori - Sam Torrance - Gary Trivisonno - Grant Turner - Steve Van Vuuren - Bruce Vaughan (2008) - Ian Woosnam - Tsukasa Watanabe - Denis Watson - Tom Watson (2003, 2005, 2007) - Alastair Webster - Mark Wiebe - Chris Williams - Ian Woosnam - Robert Wrenn Amateurs - Steve Rogers - Paul Simson - David Gilchrist - Michael Mercier - Tom Lockwood - Randy Haag - Andy Stubbs - Robert Vallis |